# Josef Gisela

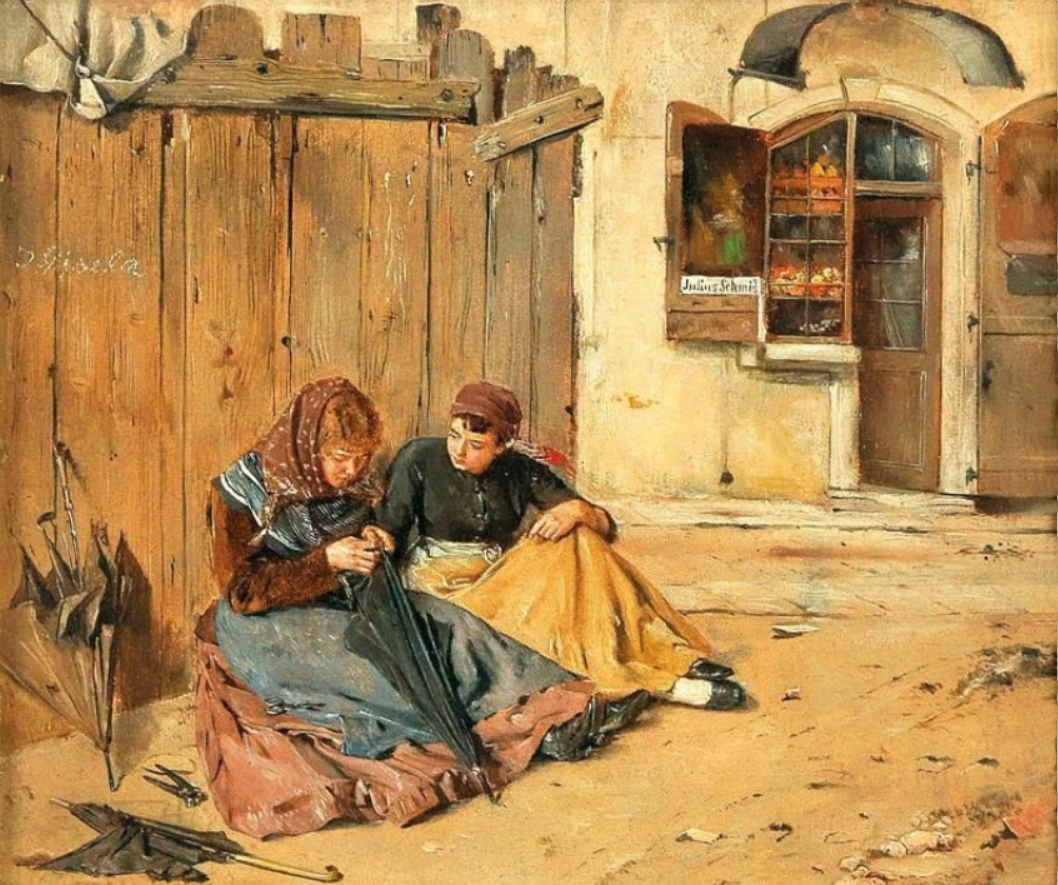
Josef Gisela: Der kaputte Regenschirm

Josef Gisela (eigentlich Josef Urban Rezniček, * 17. November 1851 in Klattau; † 24. August 1899 in Wien) war ein österreichischer Genremaler.
Josef Urban Rezniček studierte von 1868 bis 1878 an der Akademie der bildenden Künste Wien bei Anselm Feuerbach, Heinrich von Angeli und Eduard Engerth. 
1872 wurde er mit dem Lampi-Preis ausgezeichnet. 1887 nahm Rezniček den Künstlernamen Josef Gisela an. 1888 wurde er Mitglied des Wiener Künstlerhauses und stellte ab 1885 seine Werke auf dessen Ausstellungen aus. Er war mit den Malern Carl Zewy, Isidor Kaufmann und Johann Hamza befreundet. 
Gisela wurde durch seine Genrebilder bekannt.